# Michael James Benton
Michael James Benton FRS FRSE (8 d'abril del 1956) és un paleontòleg britànic que treballa com a catedràtic de paleontologia dels vertebrats a l'Escola de Ciències de la Terra de la Universitat de Bristol. Les seves obres publicades se centren en l'evolució dels rèptils del Triàsic, però també ha estudiat les extincions massives i els canvis faunístics en el registre fòssil.